# Finsk-ugriske folkeslag
Ved finsk-ugriske folk forstås sådanne, som har finsk-ugrisk sprog som modersmål. Til de finsk-ugriske folk hører blandt andre estere, finner, samer, samojeder og ungarere, men gruppen omfatter tillige et større antal mindre folkerige grupper bosatte i Rusland.
Størrelsen af de enkelte befolkningsgrupper og vilkårene for deres sprog er forskellige. En del er talrige og har gode muligheder for at bruge og dermed bevare deres modersmål, andre er mindre og udsat for pres for at tilpasse sig det samfund, de bor i, herunder sprogligt.
I almindelighed gælder det, at der ved begyndelsen af det 21. århundrede, er betydelig etnisk bevidsthed blandt finsk-ugriske folk, dels med hensyn til egne vilkår, dels med hensyn til de sprogligt beslægtede folks vilkår. Studier af finsk-ugriske folk og til dels formidling heraf støttes af både Finland, Estland og Ungarn.

## Hvem er finnougrier?
Til de finsk-ugriske folk regnes:
1. Samiske folk
- Samer (Lapper)

2. Østersøfinner:
- Finner
- Karelere
- Vepser
- Ingrere (ingermanlændinge)
- Voter
- Estere
- Liver
- Setoer

3. Volgafinner
- Mordviner

- Ersa
- Moksa

- Marier (tjeremisser)

4. Permfinner
- Komier (syrjæner)
- Udmurter (votjaker)

5. Ugriere
- Ungarere
- Mansij forældet: (voguler)
- Khanty forældet: (ostjaker)

6. Samojeder
- Nenets (juraksamojeder)
- Enets (jenisejsamojeder)
- Nganasanere (tavgisamojeder)
- Selkuper (ostjaksamojeder)

## Antropologi
Det har tidligere været en udbredt fordom, at finsk-ugriske folk var af mere eller mindre mongolsk race. Denne fordom har sin rod hos den finske sprogforsker Matthias Alexander Castrén, der mente, at de finsk-ugriske folk havde deres oprindelige hjemsted langt inde i Asien omkring Altai-bjergene, og herfra skulle have udbredt sig ved vandringer fortrinsvis vestover til Østersøen og Lapland. Castrén fremsatte sine formodninger først ved en forelæsning, siden i en artikel med titlen "Ueber die Ursitze des finnischen Volkes" i 1849. Han byggede denne teori på et formodet sprogligt fællesskab mellem uraliske sprog og altaiske sprog (hvortil hører tungusisk, mongolsk, tyrkisk-tatarisk, tjuvasisk og koreansk), men ville ikke ganske udelukke et muligt fællesskab mellem uraliske og indoeuropæiske sprog også.
I Castréns samtid mente man, at der var indbyrdes forbundne race- og sprogslægtsskaber, og følgelig måtte folk med finsk-uraliske sprog tilhøre den mongolske race. I et brev fra 1846 udtrykte Castrén sin opfattelse således:
"Vi må i sandhed vende (vænne?) os til tanken, at vi er efterkommere af de foragtede mongolere. Under alle omstændigheder kan vi i fremtiden appellere med følgende spørgsmål: Findes der virkelig nogen bestemt forskel mellem den kaukasiske (= indoeuropæiske) og den mongolske race? Efter min opfattelse foreligger ingen sådan forskel. – Fra et folologisk synspunkt kan man endnu mindre finde en sådan raceforskel".
Spørgsmålet gav siden anledning til fremsættelse af modteorier om sprogskifte. Den finske historiker Eino Jutikkala skrev i artiklen "Suomen kansan juuret" (oversat: Det finske folks rødder) fra 1981 således:
"Hvis Finlands befolkning fra det ene årtusinde til det næste ikke var større end befolkningen i et nutidigt sogn, så behøves der ingen folkevandring for, at en raceforandring skulle finde sted. Det var nok med indvandring af en gruppe købmænd eller håndværkere til Finland på fredelig vis eller også med grupper af krigere, som trængte ind med vold. Det er let at forstå, at befolkningen numerært under sådanne forhold forblev uforandrede. At en del mindre grupper forsvandt under det, at andre levede videre, beroede på tilfældigheder".

### Antropologiske analyser
Spørgsmålet om forholdet mellem sprog og race blev siden gjort til genstand for grundige analyser. Helt frem til den genetiske forsknings gennembrud var det mest omfattende studium heraf lavet af den estiske antropolog Karin Mark, der i årene 1955-1970 besøgte alle finsk-ugriske folk og gennemførte målinger på i alt 120 etniske og territorielle grupper, omfattende ydre kendetegn som hud-, hår- og øjenfarver, kraniets og næsens former, krops- og skægvækst samt blodgrupper, forekomst af farveblindhed og smagsnervernes funktion, alle egenskaber af arvelig karakter. Resultaterne af disse studier blev sammenfattet i værket "Zur Herkunft de finnish-ugrischen Völker vom Standpunkt der Antropologie" fra 1970. Hvad hun fandt, var ikke ganske små uligheder mellem de forskellige folke- og sproggrupper. Resultatet var en inddeling i:
1. Den uraliske race omfattende mindre folkegrupper bosatte i det nordvestre Sibirien og omfattende ostjaker, voguler og samojeder. Hos disse folk var de mongolide træk mest udprægede, og den uralske race anses for en blanding af europid og mongolsk race. De mest udprægede træk er mørktfarvede øjne og hår.
2. Den lapponide og suburalske race omfattende syrjäner, tjeremisser og mokšamordviner, hvor europide træk dominerer.
3. Den hvidehavs-baltiske race, der kun udviser svage mongolide træk, forekommer hos flertallet af syrjäner, kareler, vepser, ingrier, voter og ersamordviner.
4. Den atlantisk-baltiske race, hvis udbredelse strækker sig fra det sydvestlige Finland over det vestlige Estland til det vestlige Letland, hvor liverne bor, er udpræget europid.
5. Den centraleuropæiske race, omfattende ungarerne og mordvinerne, er ligeledes udpræget europid.

Af denne oversigt fremgår, at europide racetræk præger samtlige finsk-ugriske folkeslag, omend de mest nordøstlige folk udviser en række dominerende mongolide træk.

### Markører
Den finske antropolog, læge og genetikprofessor Harri Nevanlinna har i en artikel med titlen "Geenit kertovat alkuperästämme" (oversat: Generne fortæller om vores herkomst) fra 1980 foretaget en analyse af de såkaldte markører, der findes i blodet, og herved for den finske befolknings vedkommende fundet, at af i alt 26 undersøgte arvelige markører er samtlige de for europæiske folk karakteristiske markører tilstede, men herudover forekommer 2-3 markører hos mindre grupper af finner, som ikke findes i andre europæiske folk, men hvoraf de to findes hos alle sibiriske folk (D-chi og Bo-l), men her 2-4 gange oftere end i Finland. Man har heraf sluttet, at finnerne er 75% europide og 25% mongolide. En lignende undersøgelse i Estland gav, at esterne var 86-87% europide og således må regnes som en praktisk talt europid befolkning. Endelig gav en lignende undersøgelse blandt ungarere til resultat, at disse har en enkelt ikke-europid markør tilfælles med estere og finner.

### Genetik
De finsk-ugriske folk udgør ikke nogen ensartet gruppe i henseende til kultur, levemåde eller arveanlæg. Ikke desto mindre har en række genetiske undersøgelser vist, at Y-kromosomet haplogruppe N3, og undertiden N2, der er udviklet fra haplogruppe N, hvilken selv, formentlig spredtes mod nord og derefter vest- og østover fra det nordlige Kina omkring 12.000–14.000 før vor tid fra haplogruppe NO (haplogroup O er den mest almindelige haplogruppe i Sydøstasien), er et karakteristisk træk (omend ikke kun) for uralisk og finsk-ugrisk talende befolkninger, især som en udtalt eller den vigtigste haplogruppe på fædrene side.

## Udbredelse
Finsk-ugriske folk lever overvejende i et område fra Østersøen til Sibirien i egne, der grænser op til ishavet eller i Sibiriens indre landområder.

## Levevis
Finnougriernes udbredelsesområde omfatter dels tundra, dels nåleskovsområder, og deres levevis har traditionelt (og er endnu i vid udstrækning) tilpasset disse forhold. En del grupper lever derfor overvejende som rensdyrnomader, andre lever af jagt (især efter pelsdyr) og/eller fiskeri, mens befolkningen i de sydligere dele af udbredelsesområdet lever af landbrug. I løbet af det 20. århundrede gik en del af befolkningerne over i skovbrug og industri, herunder minedrift.

## Historie
Man kan i hovedsagen udskille to overordnede problemstillinger i tilknytning til de finsk-ugriske folks historie:
1. spørgsmålet om sproggruppens og sprogenes oprindelse,
2. spørgsmålet om de forhold, der i historisk tid har påvirket levevilkårene for de finsk-ugriske folk.

### Oprindelse
Der er gjort flere forsøg på at fastslå oprindelsen i tid og sted for de finsk-ugriske folk.
Forsøg på at fastslå beliggenheden for og afgrænsningen af et urhjem er gjort på grundlag af studier af navne på træer i uraliske sprog og derefter sammenlignet disse træers udbredelse. Også fiskearter og kulturelle træk har været inddraget i bestemmelsen ad denne vej. Man er derved nået frem til en teori om, at dette urhjem må have ligget vest for Ural omkring floden Kamas øvre løb, idet dette er det eneste sted, hvor samtlige træarter forekommer.
Sprogforskerne mener, at ugrierne tidligt (ifølge finske og estiske sprogforskere senest omkring 3.000 f.Kr.) må være udvandrede fra det formodede urhjem, dels i østlig retning mod skovene nær Ural, dels i sydøstlig retning mod stepperne for ungarernes vedkommende.
En spredning i vestlig retning frem til Østersøens bredder menes at være indtruffet med den kamkeramiske kulturs spredning, idet der i hovedtræk er en overensstemmelse mellem udbredelsen af denne kultur og kendte finsk-ugriske folks bosættelsesområder.
Den yderligere opsplitning i særskilte sprog må ses i lyset af, at den finsk-ugriske sproggruppe efterhånden havde spredt sig over et så stort område, at mulighederne for regionale uligheder under indtryk af de hvert enkelte sted særlige levevilkår blev forøgede. Sprogforskerne har forsøgt at belyse disse regionale forhold.

### Historisk tid
Trods deres fjerne beliggenhed fra magtens centre blev de finsk-ugriske folk tidligt udsat for erobringsforsøg dels af Sverige, dels af tatarerne, dels af Republikken Novgorod, senere af Moskva. Årsagerne hertil var i begyndelsen bestræbelser på at kristne de nordligt boende hedenske folkeslag men desuden at få dem til at betale skat. Mens kampene om de østersøfinske folk var hård og stod mellem de da romersk-katolske svenske, danske og tyske korsfarere på den ene side og det græsk-ortodokse Novgorod på den anden, så kom kampene længere østpå omkring Ural til at stå mellem tatarerne på den ene side og først Novgorod, siden Moskva på den anden.

#### Korstogene
Fra vest indledte tyskere og danskere de baltiske korstog mod Estland og Livland, og længere nordpå foretog svenskerne korstog mod de finske områder. I takt med den svenske fremtrængen mod sydøst stødte de på en konkurrent i form af Republikken Novgorod, som på samme tid havde indledt erobringsfremstød mod nord og nordvest. Svenskerne ville udbrede den romersk-katolske lære, Novgorod derimod den græsk-ortodokse lære.

#### Under Novgorod
Republikken Novgorod gjorde tidligt forsøg på at undertvinge folkene mod nord og øst: karelere, vepsere, ingrere, voter, mens komier tidligt synes at have udviklet handelsforbindelser med Novgorod og mansij og khanty havde en stilling som delvist selvstyrende fyrstedømmer under Novgorods formelle overhøjhed.

#### Under volgabulgarerne
I tiden fra omkring 700 til 1236 kom mordviner, marier og udmurter under det volgabulgarske riges overhøjhed. Kendetegnende for denne var, at forholdet mellem de finsk-ugriske folk og volga-bolgarerne tilsyneladende var fredeligt og ikke præget af egentlig tvang.

#### Tatarerne trænger frem
I 1236 nåede tatarerne i deres fremrykning mod vest frem til Volga. De styrtede volga-bulgarernes rige og indtog deres sted ved dannelsen af den såkaldte "Gyldne Horde". Tatarerne gjorde ingen større indgreb i de finsk-ugriske folks indre forhold, herunder i den sociale struktur. Både mordviner og marier deltog med militære enheder i kampe side om side med den tartariske hær, og gjorde sig kendte og respekterede for deres tapperhed.
Mariernes og mordvinernes stormænd og krigere nød en fordelagtig stilling hos tatarerne, således var de fritagne for skat. Udmurterne oplevede derimod den tatariske overhøjhed som undertrykkelse. Således samledes al den administrative magt hos tatarernes egne folk på bekostning af den udmurtiske adel og fyrster. Krigsmagten gjorde stadige rekvisitioner, der berørte hele folket, og udmurterne gjorde flere gange oprør mod tatarerne.

#### Under Moskva
Efter Kievrigets sammenbrud og en periode med regionale fyrstendømmer, der muliggjorde mongolernes fremtrængen i Rusland, begyndte storfyrsten Ivan Kalita at samle områderne omkring Moskva. Moskvas imperialistiske fremfærd var i begyndelsen rettet mod nord, vest og syd: man erobrede Republikken Novgorod i 1478, Vjatka i 1489, Republikken Pihkva i 1510 og Rjazan i 1521. Efter, at Ivan 4. var blevet storfyrste i Moskva i 1533, begyndte erobringen af områderne mod øst, der hverken var russiske i etnisk henseende eller ortodokse kristne i trosmæssig henseende. I 1522 erobredes Kazan-khanatet, i 1558 Astrachan-khanatet og i 1584 mongolernes områder øst for Ural. Den samtidige imperialisme mod vest blev i første omgang stoppet af Sverige og Polen-Litauen, men i 1700-tallet trængte Rusland mod vest og syd og erobrede Estland, Livland, dele af Finland og de østlige dele af Polen-Litauen. Desuden trængte Rusland mod syd helt frem til Sortehavet.
Den tidlige militære russiske imperialisme blev fulgt op af en økonomisk: der oprettedes stribevis af støttepunkter for handel i form af stæder: Tobolsk i 1587, Tomsk i 1604, Jenisseisk i 1619, Jakutsk i 1632, Okhotsk i 1639, som snart blev midtpunkter for både det administrative virke og det handelsmæssige samkvem. Ligeledes oprettedes en række nye garnisonsstæder mod sydvest: Urzjum, Jaransk, Kukarka, Tsarevokoskjaisk med flere, for at beskytte det nye storriges grænse. Også russerne benyttede sig af fremgangsmåden at optage den stedlige adel i den russiske, forudsat at den var samarbejdsvillig og antog den græsk-ortodokse lære. Landet blev koloniseret af russiske bønder, og jord uddeltes tillige til klostre i forbindelse med missionsvirksomheden blandt den stedlige befolkning.
Over midten af 1800-tallet skete en omfattende russificering af imperiets fremmede dele: undervisning i skolerne skete alene på russisk, og der blev gjort tiltag for at fremme den græsk-ortodokse tro. Disse tiltag fik størst betydning for de finsk-ugriske folk i imperiets vestlige dele, Finland, Estland og Livland.

#### Sovjetunionen
I det tidligere Sovjetunionen var de fleste finsk-ugrisk folk anerkendt som et officielt folkeslag og derfor er det ved folketællinger også opført hvilket folkeslag de tilhørte. Ifølge de officielle opgørelser så udviklingen i hovedtal således ud:
| Folk        | 1959      | %    | 1970      | %    | 1979      | %    | 1989      | %    |
| ----------- | --------- | ---- | --------- | ---- | --------- | ---- | --------- | ---- |
| Estere      | 988.616   | 95,2 | 1.007.356 | 95,5 | 1.019.851 | 95.3 | 1.026.649 | 95,5 |
| Finner      | 92.717    | 59,5 | 84.750    | 51,0 | 77.079    | 40.9 | 67.359    | 34,6 |
| Karelere    | 167.278   | 71,3 | 146.081   | 63,0 | 138.429   | 55,6 | 130.929   | 50,1 |
| Vepser      | 16.374    | 46,1 | 8.281     | 34,3 | 8.094     | 38,3 | 12.501    | 50,8 |
| Isurer      | 1.062     | 34,7 | 781       | 26,6 | 748       | 32,6 | 820       | 36,8 |
| Samer       | 1.792     | 69,9 | 1.884     | 56,2 | 1.888     | 53,0 | 1.890     | 42,2 |
| Mordviner   | 1.285.116 | 78,1 | 1.262.670 | 77,8 | 1.191.650 | 72,6 | 1.153.987 | 67,1 |
| Marier      | 504.205   | 95,1 | 598.628   | 91,2 | 621.961   | 86,7 | 670.868   | 80,9 |
| Udmurter    | 624.794   | 89,1 | 704.328   | 82,6 | 713,696   | 76,4 | 746.793   | 69,6 |
| Syrjakomier | 287.027   | 89,3 | 321.894   | 82,7 | 326.700   | 76,2 | 344.519   | 70,4 |
| Permkomier  | 143.901   | 87,6 | 153.451   | 85,8 | 150.768   | 77,1 | 152.060   | 70,1 |
| Khanty      | 19.410    | 77,0 | 21.138    | 68.9 | 20.934    | 67,8 | 22.521    | 60,5 |
| Mansijer    | 6.449     | 59,2 | 7.710     | 52,4 | 7.563     | 49,5 | 8.474     | 37,1 |
| Ungarere    | 154.738   | 97,2 | 166.451   | 96,6 | 170.553   | 95,4 | 171.420   | 93,9 |
| Nenets      | 23.007    | 84,7 | 28.705    | 83,4 | 29.894    | 80,4 | 34.665    | 77,1 |
| Nganassan   | 748       | 93,4 | 953       | 75,4 | 867       | 90,2 | 1.278     | 83,2 |
| Selkuper    | 3.768     | 50,6 | 4.282     | 51,1 | 3.565     | 56,6 | 3.612     | 47,6 |
| Liver       | -         | -    | -         | -    | -         | -    | 226       | 43,8 |
| Eenets      | -         | -    | -         | -    | -         | -    | 209       | 45,5 |
| I alt       | 4.321.002 | 86,5 | 4.519.343 | 84,4 | 4.484.355 | 80,4 | 4.550.780 | 76,2 |

De absolutte tal angiver antallet, der opgav deres etnicitet som tilhørende de enkelte folkegrupper. Procenterne angiver antallet, der opgav at tale deres modersmål. Tabellen viser, at antallet var nogenlunde stabilt, mens andelen, der talte modersmålet, stort set var faldende. Denne udvikling er tillagt Sovjetunionens bevidste russificeringspolitik.
Russificeringen tog forskellige former. I hovedtræk kan skelnes mellem følgende:
1. Sammenlægning af russiske og ikke-russiske områder: ofte blev de autonome områder indrettet således, at de omfattede både russiske og ikke-russiske områder. Derved kunne man give sig selv (og omverdenen) indtryk af tilstedeværelsen af en forholdsvis stor, russisk befolkning, hvilket kunne retfærdiggøre andre tiltag.
2. Industrialisering, urbanisering og indflytning af folk fra andre (fortrinsvis russiske) områder: Ofte fik disse russisksprogede kolonier præg af punktvise russificeringer. Senere, da urbaniseringen af de oprindelige folkeslag vandt frem, måtte disse tilpasse sig byernes russisksprogede miljø. Foruden indflytningen af russere anvendtes også indflytning af andre folkeslag for derved at bryde den nationale bevidsthed blandt disse i deres hjemegn samtidig med, at der var brug for et fælles kommunikationssprog, som da altid blev russisk.
3. Oprettelsen af russisksprogede militære baser. Da mange finsk-ugriske folk boede i grænseområder, kunne oprettelsen af militære baser forsvares som led i sikringen af Sovjetunionens forsvar.[19]
4. Oprettelsen af fangelejre (GULAG). Også oprettelsen af straffelejre og de hertil knyttede statslige tvangsarbejder bidrog til import af fremmede folkeslag. Sådanne tiltag er velkendte fra Karelske ASSR, Mordvinske ASSR[20], Mari ASSR, Komi ASSR[21], Perm oblast[22] samt Udmurt ASSR.
5. Tvangsforflytninger af den hjemmehørende befolkning til straffelejre eller områder i Sibirien.[23]
6. Indførelse af russisk som forvaltningssprog, enten alene eller eventuelt med de nationelle sprog som tilladte.
7. Indførelse af russisk sprogundervisning i skolerne. Undervisning i eget sprog skete (når den skete) som et fremmedsprog. I forbindelse hermed udgjorde russisksprogede den altovervejende del af skolebøgerne.[24]
8. Udgivelse af litteratur, aviser og tidsskrifter med kyrilliske bogstaver, ikke latinske. Tiltag for at bevare eller genindføre latinsk skrift blev systematisk modarbejdede.[25]

Omfanget af denne virksomhed vekslede fra sted til sted og fra tid til anden. Det skete, at der blev gjort lettelser, men som regel kun for kortere tidsrum og altid efterfulgt af nye repressioner. Det bør tilføjes, at denne politik ikke kun gjaldt finsk-ugriske folk men samtlige nationale mindretal i Sovjetunionen, herunder hviderusserne og ukrainerne.

## Nuværende forhold
Man kan inddele de finsk-ugriske folk i tre hovedgrupper efter deres politiske status:
1. estere, finner og ungarere har deres egen stat, hvor de selv fastsætter vilkårene for bevarelsen af deres kultur og sprog,
2. karelere, komier, marier, mordviner og udmurter havde i det tidligere Sovjetunionen og det nuværende Rusland såkaldte "autonome republikker", der giver deres kultur og sprog en halvofficiel status og dermed en vis beskyttelse; i Skandinavien har samer (eller lapper) en tilsvarende halvofficiel stilling,
3. mindre og spredte folk som ingrere (ingermanlændinge), liver, setoer, vepser og voter har ikke en officielt sikret status, og deres kultur og sprog er truet af udslettelse.

### Kulturel selvhævdelsesvirksomhed
Siden Sovjetunionens sammenbrud er mulighederne for hævdelse af eget sprog og kultur blevet forbedrede for de finsk-ugriske folk. Der har hele tiden været skrevet litteratur på de finsk-ugriske sprog, der udkommer nu tillige aviser og tidsskrifter på disse, og der sendes radio- og fjernsynsudsendelser på finsk-ugriske sprog og om finsk-ugriske folks forhold. Selv på internettet forekommer finsk-ugrisk formidlingsvirksomhed.

### Finsk-ugriske folks verdenskongresser
Siden 1992 har der hvert 4. år været arrangeret og afholdt finsk-ugiske folks verdenskongresser:
- I – Sõktõvkar (Komi Republik, Rusland) 1992;
- II – Budapest (Ungarn) 1996;
- III – Helsinki (Finland) 2000;
- IV – Tallinn (Estland) 2004;
- V – Hantõ-Mansiisk (Khanty-Mansij autonome okrug, Rusland) 2008;
- VI - Budapest (Ungarn) 2012.

## Forskning
Både i sovjettiden og senere er der foregået studier af finsk-ugriske folk og til dels formidling heraf, dels sprogforskning, dels etnografisk forskning. Denne virksomhed støttes i dag af såvel Finland, Estland som Ungarn.

### Estland
- Eesti Rahva Muuseum Arkiveret 9. juni 2007 hos  Wayback Machine (Estlands Folkemuseum, estisk)